# San Miguel Nopalapa
San Miguel Nopalapa es una localidad de México perteneciente al municipio de Epazoyucan en el estado de Hidalgo.

## Toponimia
Del náhuatl, Nopala-pa; nopalla, nopalera, y pa, en: “En las nopaleras”.

## Geografía
Se encuentra entre los límites de la Comarca Minera, el Valle de Tizayuca y los llanos de Apan. A la localidad le corresponden las coordenadas geográficas 20° 0’ 52.984” de latitud norte y 98° 42’ 45.178” de longitud oeste, con una altitud de 2336 m s. n. m.
En cuanto a fisiografía se encuentra dentro de las provincia del Eje Neovolcánico, dentro de la subprovincia de Lagos y Volcánes de Anáhuac; su terreno es de llanura y lomerío. En lo que respecta a la hidrografía se encuentra posicionado en la región del río Panuco, dentro de la cuenca del río Moctezuma, en la subcuenca del río Tezontepec. Cuenta con un clima semiseco templado.

## Demografía
En 2020 registró una población de 802 personas, lo que corresponde al 4.921 % de la población municipal. De los cuales 376 son hombres y 426 son mujeres. Tiene 184 viviendas particulares habitadas.
| Gráfica de evolución demográfica de San Miguel Nopalapa entre 1900 y 2020                    |
|                                                                                              |
| Población de los censos y conteos del Instituto Nacional de Estadística y Geografía (INEGI). |

## Economía
La localidad tiene un grado de marginación medio y un grado de rezago social muy bajo.